# Great Chesterford
Pour l’article homonyme, voir Little Chesterford.
Great Chesterford est un village et une paroisse civile de l'Essex, en Angleterre.